# Lucinda Ruh
Lucinda Ruh (* 13. Juli 1979 in Zürich) ist eine ehemalige Schweizer Eiskunstläuferin, die im Einzellauf startete.
Ruh wuchs in Japan auf. 1996 wurde sie Schweizer Meisterin. Bei ihrer einzigen Europameisterschaftsteilnahme belegte sie 1996 den 23. Platz. Von 1995 bis 1999 nahm sie an Weltmeisterschaften teil. Ihr bestes Ergebnis war der 13. Platz 1999.
Im Jahr 2000 beendete sie ihre Wettkampfkarriere und wurde Trainerin, speziell für Pirouetten. Am 3. April 2003 stellte sie in New York City den Rekord für die meisten Pirouetten in Folge auf einem Fuss (115) auf.

## Ergebnisse
| Wettbewerb / Jahr                        | 1995 | 1996 | 1997 | 1998 | 1999 |
| ---------------------------------------- | ---- | ---- | ---- | ---- | ---- |
| Weltmeisterschaften                      | 18.  | 19.  | 15.  | 23.  | 13.  |
| Europameisterschaften                    |      | 23.  |      |      |      |
| Schweizer Meisterschaften (Eiskunstlauf) | 3.   | 1.   | 2.   | 2.   | 3.   |